# Som kirghiso
Il som (in kirghiso сом?; traslitterato alternativamente come soum) è la valuta del Kirghizistan nell'Asia centrale. Il codice ISO 4217 della valuta è KGS. Il som è suddiviso in 100 tyiyn (kirg. тыйын). Il som è stato introdotto il 10 maggio 1993, in sostituzione del rublo sovietico con un tasso di cambio di 1 som = 200 rubli.

## Etimologia
La parola som significa "puro" in kazako, kirghiso e usbeko, e anche in diverse altre lingue turche.

## Monete
Fino al 2008 sono state coniate esclusivamente monete commemorative. Da quell'anno sono entrate in circolazione monete con valori da 10 e 50 tiyin e da 1 e 5 som. La monete sono coniate in Kazakistan.

## Banconote
Nel 1993 il governo ha emesso banconote da 1, 10 e 50 tyiyn mentre la Banca del Kirgizistan ha emesso quelle da 1, 5 e 20 som. Il 1994 la Banca chirghisa ha emesso una seconda serie di banconote con i valori di 1, 5, 10, 20, 50 e 100 som. Una terza serie è seguita dal 1997 con i valori da 1, 5, 10, 20, 50, 100, 200, 500 e 1000 som.
|  |  | 1 som    | 120 × 60 mm | Verde-arancio  | Abdylas Maldybaev      | Komuz, kylkyak, Orchestra filarmonica di Bishkek     | 7 febbraio, 2000                |  |  |  |  |  |  |  |  |
|  |  | 5 som    | 135 × 65 mm | Blu scuro      | Bubusara Beyshenalieva | Kyrgyz National Opera                                | 17 dicembre, 1997               |  |  |  |  |  |  |  |  |
|  |  | 10 som   | 135 × 65 mm | Verde scuro    | Kasym Tynystanov       | Montagne del Kirgizistan e il territorio Dzhety-Oguz | 17 dicembre, 1997               |  |  |  |  |  |  |  |  |
|  |  | 20 som   | 135 × 65 mm | Ocra-rosso     | Togolok Moldo          | Mausoleo di Manas                                    | 15 agosto 2002                  |  |  |  |  |  |  |  |  |
|  |  | 50 som   | 145 × 70 mm | Rosso-violetto | Kurmanjan Datka        | Uzgen, complesso architettonico del XI-XII secolo    | 15 agosto 2002                  |  |  |  |  |  |  |  |  |
|  |  | 100 som  | 150 × 72 mm | Verde-violetto | Toktogul Satılgan      | Vetta del Khan Tengri                                | 15 agosto 2002                  |  |  |  |  |  |  |  |  |
|  |  | 200 som  | 155 × 74 mm | Giallo         | Alykul Osmonov         | Lago Issyk-Kul                                       | 28 agosto 2000 21 agosto 2004   |  |  |  |  |  |  |  |  |
|  |  | 500 som  | 160 × 76 mm | Violetto       | Sayakbay Karalaev      | Sayakbay Karalaev ed immagini da Manas               | 28 agosto 2000 1º novembre 2005 |  |  |  |  |  |  |  |  |
|  |  | 1000 som | 165 × 78 mm | Grigio-verde   | Jusup Balasagyn        | Takhti Sulaiman, Monte Sulaiman                      | 28 agosto, 2000                 |  |  |  |  |  |  |  |  |

Il som kirghiso è la seconda unità monetaria di maggior valore nell'Asia centrale.